# Sylk Schneider
Sylk Schneider (* 10 de outubro 1966 em Göppingen) é um curador de museu e autor Alemão.

## Vida e trabalho
Sylk Schneider estudou Economia, Geografia e Romanistica em Tübingen e na UFPE, Recife, Pernambuco (Brasil). Inúmeras estadias de pesquisa o levaram ao Brasil. De 1999 a 2009 foi diretor do Museu de Batata da Turíngia em Heichelheim. Em 2011 foi curador da exposição Dr. Ernst Feder – A vida de um jornalista entre a República de Weimar, exílio e Goethe. Foi também o curador da exposição especial "Weimar's Cityscape in Transition. Fotografias de Wilhelm Eichhorn de 1930 a 1945" de 2012 a 2013 no Stadtmuseum Weimar e em 2016 curador para a criação do Museu da Cervejaria Weimar Ehringsdorf.

## Publicações
Sua área de atuação abrange cultura alimentar e relações teuto-brasileiras.
- "Little batata book." Editora de livros para mulheres, Leipzig 2006, ISBN 3-89798-190-4.
- "O bolinho de futebol da Turíngia." Editora de livros para mulheres, Leipzig 2006, ISBN 3-89798-180-7.
- A viagem de Goethe ao Brasil. Editora de bolso de Weimar, Weimar 2008, ISBN 978-3-937939-69-8.
- Weimar imprime o Brasil In: Andreas Christoph, Olaf Breidbach (ed.); "O mundo de Weimar - sobre a história do Instituto Geográfico." Druckhaus Gera, Jena 2011, ISBN 978-3-9814576-0-5.
- A paisagem urbana em mudança de Weimar Catálogo da exposição do Stadtmuseum Weimar, Weimar 2012.
- Goethe e sua “rede brasileira”: o Brasil visto de Weimar. In: ESTUDOS AVANÇADOS V. 33 N. 96, São Paulo 2019.
- Viagem de Goethe ao Brasil. Editora Nave, Florianópolis 2022, ISBN 9786584762039. [5]

## A viagem de Goethe ao Brasil.
1. ↑  Österreichisches Reisemagazin. «Bester Museumsleiter» (PDF). Siegfried Hetz. Consultado em 8 de outubro de 2019
2. ↑  «Stadtmuseum Weimar - Ernst Feder». Consultado em 8 de outubro de 2019
3. ↑  «Stadtmuseum Weimar - Weimars Stadtbild im Wandel». Consultado em 8 de outubro de 2019
4. ↑  Christiane Weber (20 de junho de 2015). «„Trumpf ist Ehringsdorfer": 175 Jahre Bier aus der Nähe von Weimar» (em alemão). Consultado em 8 de outubro de 2019
5. ↑  «VIAGEM DE GOETHE AO BRASIL». Editora Nave. Consultado em 6 de julho de 2023